# Liste des cathédrales de Norvège

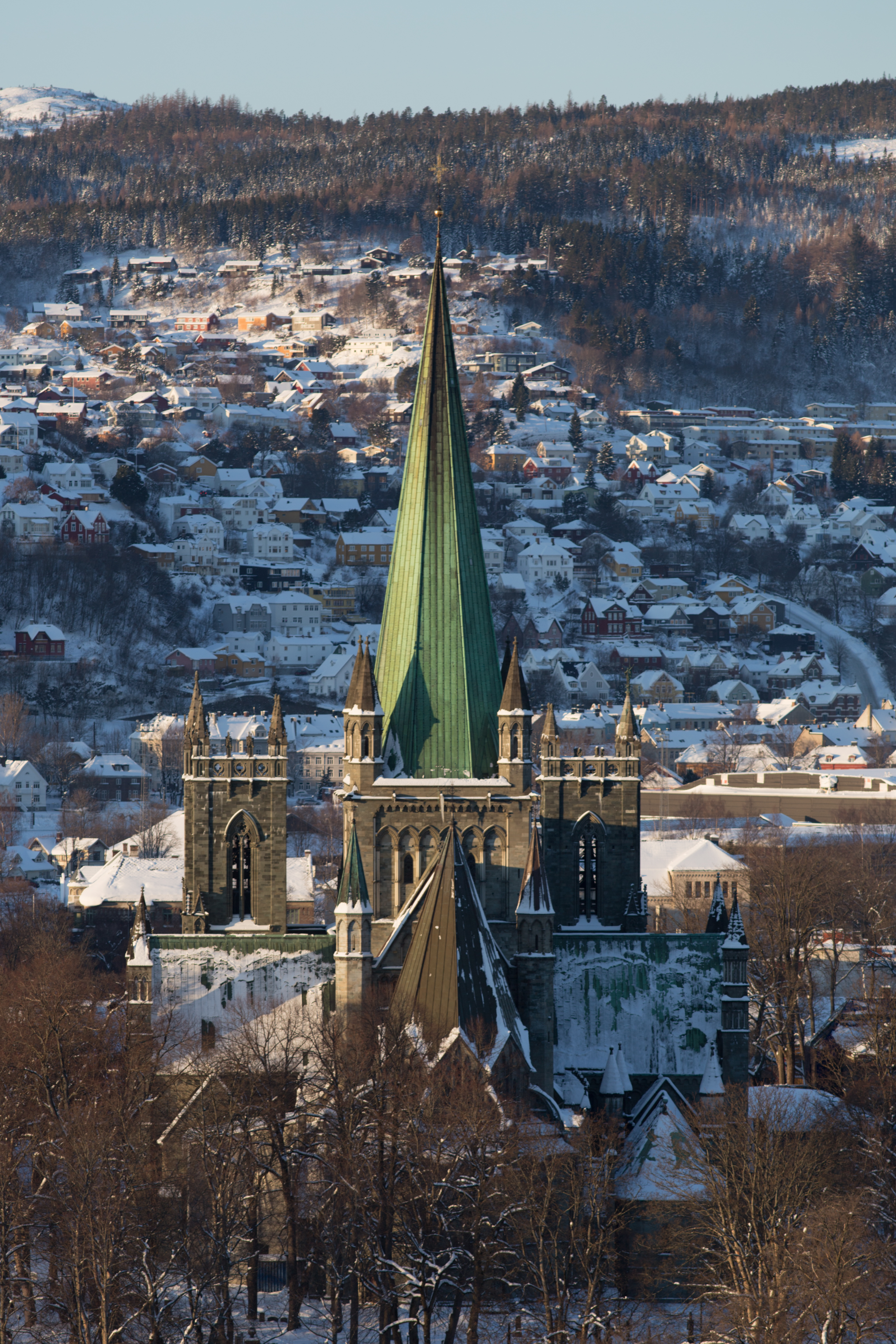
Cathédrale de Nidaros

Cet article recense les cathédrales de Norvège.

## Liste
- Cathédrale de Nidaros à Trondheim (luthérienne), unique cathédrale gothique de Scandinavie et plus grand édifice religieux d'Europe du Nord
- Cathédrale de Hamar, à Hamar (ancienne cathédrale en ruine)
- Cathédrale de Tromsø, à Tromsø
- Cathédrale Saint-Olaf d'Oslo, cathédrale catholique
- Cathédrale d'Oslo, cathédrale luthérienne
- Cathédrale de Bodø, cathédrale évangélique
- Cathédrale de Tønsberg, cathédrale luthérienne